# Chrysalis Records
Chrysalis Records – brytyjska wytwórnia płytowa założona w roku 1969 przez Chrisa Wrighta i Terry Ellisa. Nazwa wytwórni jest nieco zmodyfikowanym połączeniem imienia pierwszego z założycieli z nazwiskiem drugiego (Chris + Ellis), co oznacza w języku angielskim wczesne stadium motyla - poczwarkę. Lata świetności przypadały na lata siedemdziesiąte i osiemdziesiąte XX wieku, gdy nagrywali w niej m.in. Procol Harum, Jethro Tull, Spandau Ballet, Ultravox, Blondie, Ramones, Madness, Huey Lewis and the News, Ten Years After, UFO, Billy Idol. W roku 1991 została przejęta przez EMI, a w 2005 wcielona w jej struktury.